# Mariusz Strzałka
Mariusz Strzałka (Breslavia, 27 marzo 1959) è un ex schermidore polacco naturalizzato tedesco, vincitore di una medaglia d'argento nella scherma ai giochi olimpici.